# Библис гигантский
Би́блис гига́нтский (лат. Byblis gigantea) — вид хищных многолетних растений из рода Библис семейства Библисовые (Byblidaceae). О нём ходили слухи как о растении-людоеде.

## Ботаническое описание
Это довольно крупные (высотой около 0,5 м) многолетники с древеснеющими корневищами.
Листья тонкие и длинные, сплошь покрыты липкими волосками и железками; подсчитано, что на одном кустике до 300 тысяч волосков и 2 млн. железок. Железки выделяют сок, помогающий переваривать жертву.
Цветки некрупные, имеют пять чашелистиков и пять голубовато-фиолетовых или розовато-красных лепестков.
Цветение начинается весной.
Растение насекомоядное, клейкая жидкость, выделяемая волосиками, захватывает жертву, переваривание происходит с помощью пищеварительных ферментов, выделяемых железками. Питается насекомыми, улитками, лягушками, иногда попадаются небольшие птицы.

## Распространение и экология
Распространен этот вид в Западной Австралии, к востоку от города Перт, на влажных кислых почвах по берегам рек, болотам или на песках, заболачивающихся в зимний период и пересыхающих летом, а также на песчаной равнине в междуречье Мур-Ривер и Энеабба. Библис гигантский нередко поселяется также на гарях и нарушенных местообитаниях, исчезая из этих мест по мере восстановления естественной растительности.
Страдает от коллекционирования любителями-садоводами. Ежегодный спрос на мировом рынке на библис гигантский возрастает. Места нахождения этого растения охраняются в национальном парке Мур-Ривер.